# Polícia Nacional (Angola)

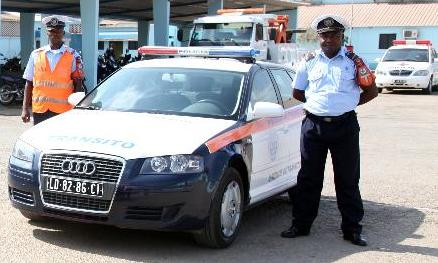
3º Sub-Chefe junto a uma viatura

A Polícia Nacional (PN) é a principal força de segurança pública de Angola, dependendo organicamente do Ministério do Interior. A PN concentra funções que estão, na maioria dos restantes países de língua portuguesa, repartidos por diversas organizações policiais e não-policiais distintas.
A Polícia Nacional é uma instituição autónoma, com um orçamento individualizado, a partir de dotações globais inscritas no Orçamento Geral do Estado e aprovado por despacho conjunto dos ministros das Finanças e do Interior. 

## História
Antes da formação de um corpo policial angolano organizado, eram as tropas portuguesas que desempenhavam tal papel nas cidades do litoral, enquanto que majoritariamente cipaios assimilados (negros ou mestiços) atuavam junto aos reinos fantoches do interior em nome de Portugal. Eram, porém, desorganizados e sem hierarquia definida, e geralmente atuavam sob delegação das Administrações de Concelho e dos Postos Administrativos, e, posteriormente, dos Serviços de Administração Civil até sua extinção no processo de criação da Polícia.

### Destacamentos distritais independentes
A existência de um corpo policial estruturado em território angolano data de 2 de julho de 1867 com a Polícia Civil, ou "Polícia Cívica", que tinha destacamento em todos os distritos portugueses, isto é, à altura a nível de Angola: Benguela, Luanda e Namibe. O principal destacamento organizado era a "Companhia de Segurança Pública de Loanda".
Pela portaria n.º 88, de 27 de fevereiro de 1877, do governador-geral de Angola, foi aprovado o regulamento do serviço do corpo de polícia, dispondo que a Companhia de Segurança Pública de Loanda passava a formar o novo "Corpo de Polícia da Cidade de Loanda".
Seguiu-se que o regulamento foi revogado pela portaria n.º 104, de 15 de março de 1887, do governador-geral de Angola. Neste, o Corpo de Polícia da Cidade de Loanda passa a ser componente da "Força Auxiliar da Autoridade Administrativa de Angola", esta servindo como contingente militar de reserva.

### Corpo policial unificado
Em 1 de março de 1923 a Força Auxiliar é convertida em "Corpo de Polícia da Província de Angola" pelo decreto nº 243, e; em 1929 é transformada em "Corpo de Polícia de Segurança Pública da Colónia de Angola", que integra a Secção de Polícia de Investigação Criminal, extinguindo-se a subunidade Corpo de Polícia de Loanda.
O decreto n.º 31995/1942 reorganiza o corpo policial e altera-lhe o nome para "Polícia de Segurança Pública de Angola" (PSPA), que se tornaria a emblemática força de segurança uniformizada durante o período final da administração portuguesa. Em seguida, pelo decreto-Lei n.º 43125, de 19 de agosto de 1960, cria-se a "Polícia Judiciária de Angola" — na prática uma recriação da Polícia Cívica/Corpo de Polícia das Cidades. Somente em 1963 a PSPA começou a aceitar que negros pudessem ascender à categoria de guarda de 1.ª e 2.ª classe e, aqueles com grau de escolaridade aceitável, aos concursos de suboficial. Até então, servia na PSPA apenas como auxiliar.
Pelo decreto n.º 47360, de 2 de dezembro de 1966, a PSPA foi reorganizada em seis unidades especializadas, a saber: Polícia de Segurança, Polícia Fiscal, Polícia de Trânsito, Polícia dos Portos, Caminhos-de-ferro e Transportes, Polícia Montada e Guarda Rural.

### Transformação em polícia angolana
Pelo disposto nos artigos 36º e 37º do Acordo de Alvor, e pela ordem de serviço n.º 29, de 4 de abril de 1975, é criado o Corpo de Polícia de Angola (CPA) em substituição ao PSPA. O comando unificado do CPA era composto por: André Santana Pitra "Petroff", pelo MPLA; Isaías Celestino Chingufo, pela UNITA, e; David Mekondo, pela FNLA. Os chefes de Estado Maior do CPA eram: Manuel da Costa António Tiago Kiako "Mundo Real", pela FNLA; Armindo Fernando do Espírito Santo Vieira, pelo MPLA, e; Francisco Xavier Chicambi, pela UNITA. Tal organização durou somente até agosto de 1975, quando a polícia ficou sob comando único de Santana Petroff, do MPLA. O primeiro quadro policial estava em formação no Cuíto, quando o governo de transição foi suspenso. Os policiais em formação foram torturados e assassinados pela UNITA.
Pouco antes da independência de Angola, em outubro de 1975, a CPA passou a denominar-se informalmente "Corpo de Polícia Popular de Angola (CPPA)". Foi reformulada para receber membros do Movimento Popular de Libertação de Angola, bem como mulheres pela primeira vez. Foram integradas a uma força especial de polícia de trânsito. Em 28 de fevereiro de 1976, na formatura dos membros femininos, passa a ser oficialmente CPPA. Na data, o CPPA passava a ser oficialmente também um dos ramos das Forças Armadas Populares de Libertação de Angola (FAPLA), e ganhava uma equipa futebolítica própria, o Grupo Desportivo e Recreativo.

### Polícia especializada
Em 11 de junho de 1993 é aprovado um novo Estatuto Orgânico que integrou a CPPA diversos organismos de polícia então autónomos, tais como a Polícia Judiciária (que tornou-se a Direcção Nacional de Investigação Criminal-DNIC), mudando também o nome definitivamente para "Polícia Nacional" (PN).
Em 2014 a DNIC torna-se novamente autônoma da PN, passando a denominar-se Serviço de Investigação Criminal (SIC). A PN assume funções mais semelhantes a uma gendarmaria desde então.

## Organização
A Polícia Nacional é chefiada por um comandante-geral com estatuto equiparado a vice-ministro, dependendo do ministro do interior. A hierarquia da PN é a seguinte:
1. Comando-Geral (CGPN);
2. Comandos Provinciais;
3. Comandos Municipais;
4. Esquadras;
5. Postos Policiais;
6. Destacamentos Policiais.